# Echternach (cantão)
Echternach é um  cantão de Luxemburgo e está dividido em oito comunas.
- Beaufort
- Bech
- Berdorf
- Consdorf
- Echternach
- Mompach
- Rosport
- Waldbillig